# Sister Fa
Sister Fa (tên thật là Fatou Diatta, sinh năm 1982 tại Dakar, Sénégal)  là một rapper người Sénégal và nhà hoạt động chống lại tình trạng cắt âm vật (FGM).

## Sự nghiệp
Diatta bắt đầu sự nghiệp với tư cách là một rapper vào năm 2000, khi cô thực hiện đoạn băng demo đầu tiên. Năm sau, cô biểu diễn tại Giải thưởng Hip Hop Senegal. Năm 2005, cô phát hành album đầu tiên, Hip Hop Yaw Law Fal. Năm 2008, cô đi lưu diễn ở Sénégal để nâng cao nhận thức về vấn đề FGM. Năm 2009, cô phát hành album đầu tay quốc tế Sarabah: Tales From the Flipside of Paradise. Năm 2011, Sarabah, một phim tài liệu về du lịch Diatta của Giáo dục Sans Cắt (tiếng Pháp cho giáo dục mà không cần cắt), công chiếu tại liên hoan nhân quyền Movies That Matter.

## Tiếp tân quan trọng
Sarabah: Tales From the Flipside of Paradise đã nhận được một bài phê bình ấm áp từ Jon Lusk của BBC, người đã viết rằng "quá nhiều album bao gồm những giai điệu khá đơn giản dành cho người đi bộ hoặc hát khó chịu mà tiếng vang sân chơi (như Poum Poum Pa) hoặc dường như minh bạch nhắm vào thị trường nhạc chuông."  Trong tờ Daily Telegraph, Mark Hudson đã cho album 3 trên 5 sao và viết rằng Diatta "đánh giá sự táo bạo của cô ấy trước những giai điệu truyền thống tinh tế trong lần ra mắt được làm thủ công này."  Rick Anderson đã xem lại album cho Allmusic, kết luận rằng "Thật hiếm khi một nghệ sĩ hip-hop cân bằng sự nhẹ nhàng, nghiêm túc, vui vẻ và nhắn tin thành công như lần này - đặc biệt là lần đầu tiên ra mắt." 

## Cuộc sống cá nhân
Diatta đã phải chịu FGM khi cô còn nhỏ. Cô đã gặp Lucas May, một nhà đạo đức học người Áo, vào năm 2005; Họ kết hôn trong vòng một tuần. Tháng 3 năm 2006, cô và chồng chuyển đến Berlin.